# Camden Road
Camden Road – stacja kolejowa w Londynie, na terenie London Borough of Camden, zarządzana i obsługiwana przez London Overground jako część North London Line. Leży w bliskim sąsiedztwie stacji metra Camden Town, co daje możliwość dogodnych przesiadek. W roku statystycznym 2006/07 ze stacji skorzystało ok. 2 mln pasażerów. 

## Galeria

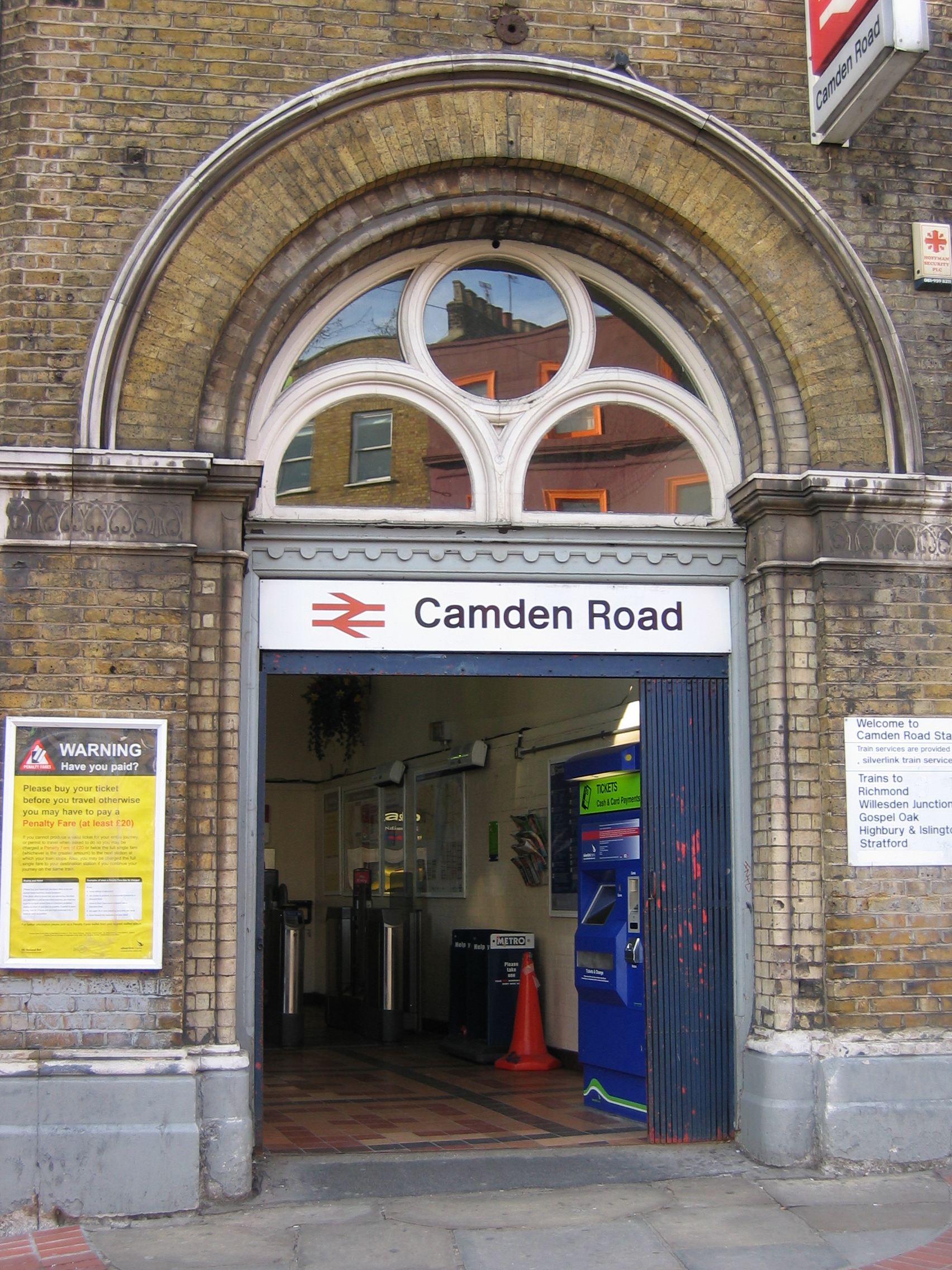
Wejście na stację
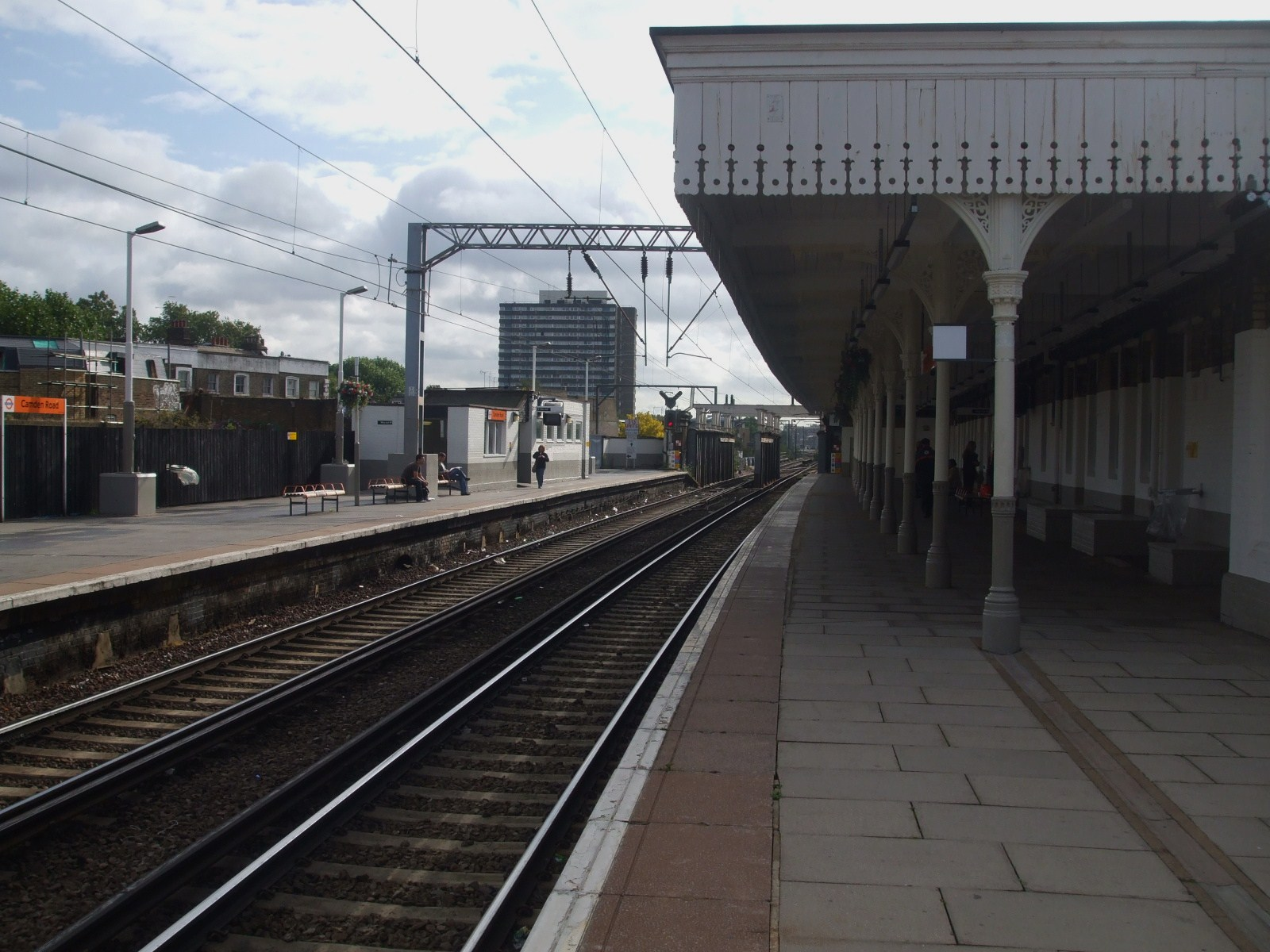
Perony
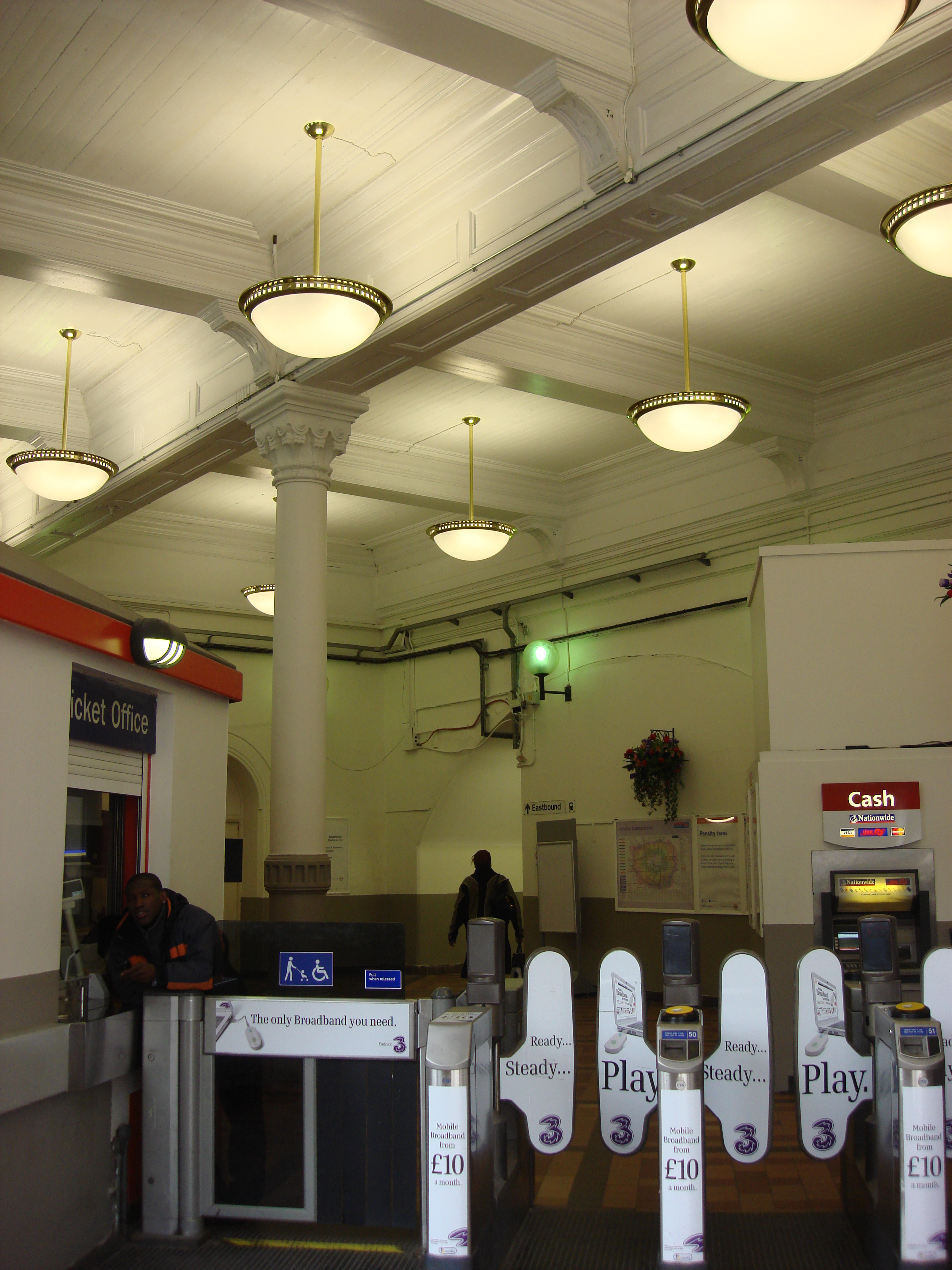
Bramki biletowe i kasa
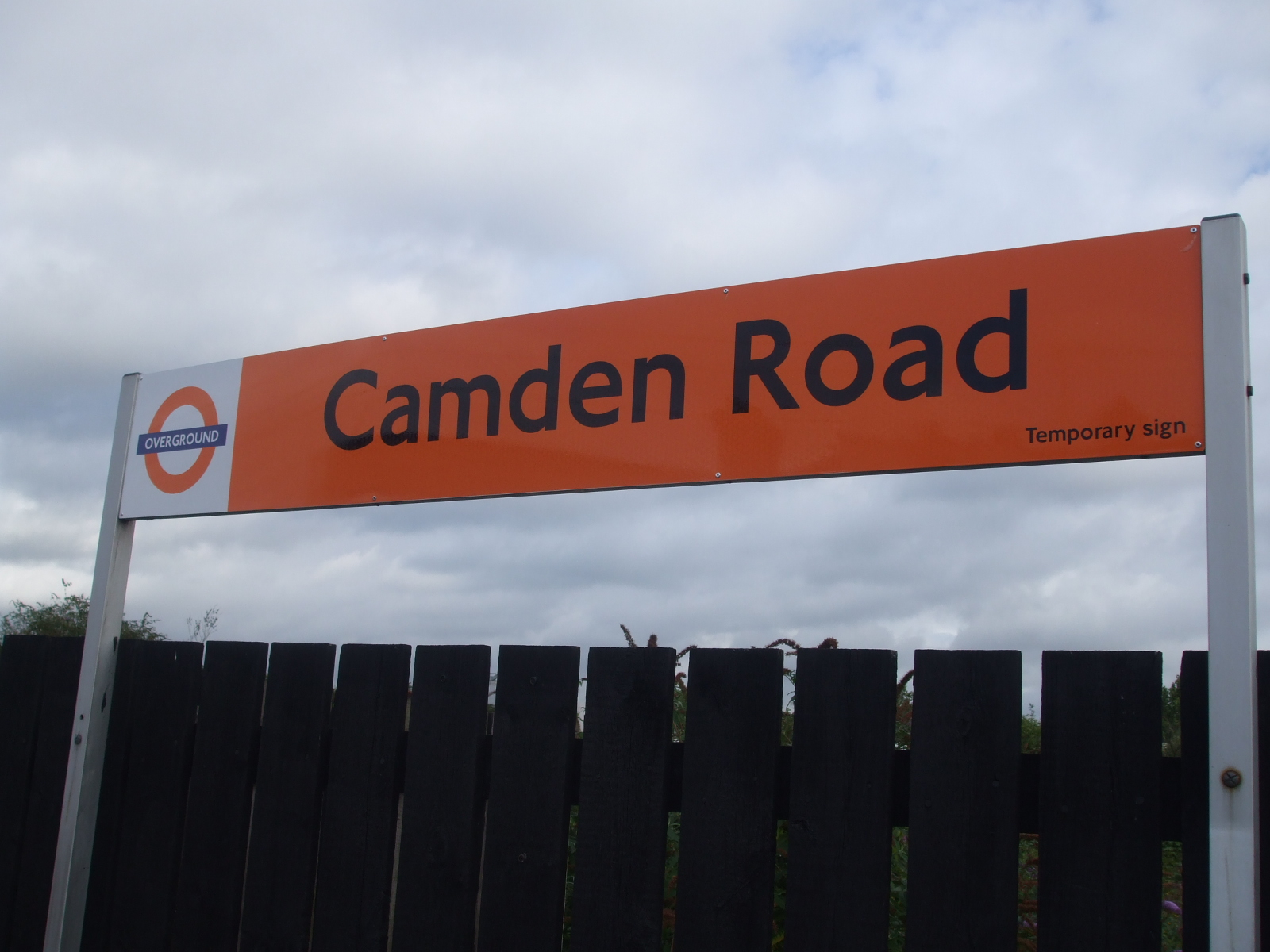
Tablica z nazwą stacji w barwach London Overground